# Maria Bründl (St. Oswald bei Freistadt)

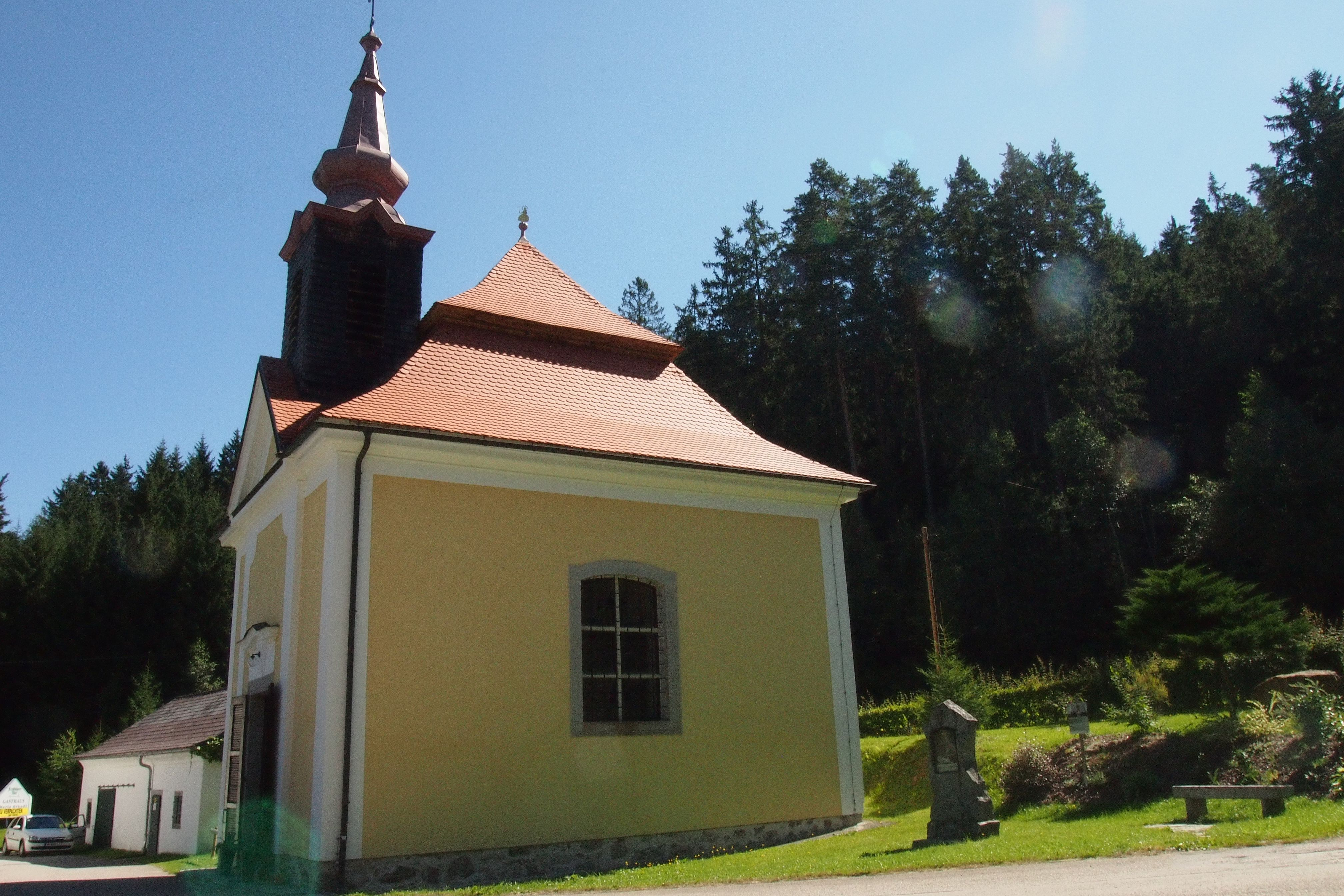
Katholische Maria Bründl Kapelle in St. Oswald bei Freistadt

Die römisch-katholische Kapelle Maria Bründl steht in einem Wald im Südosten der Marktgemeinde St. Oswald bei Freistadt im Bezirk Freistadt in Oberösterreich. Die dem Patrozinium Maria Bründl unterstellte Kapelle gehört zum Dekanat Freistadt in der Diözese Linz. Die Kapelle steht unter Denkmalschutz (Listeneintrag).

## Geschichte
Das radonhaltige Wasser einer Quelle wurde seit der Mitte des 17. Jahrhunderts als Heilquelle aufgesucht, um 1680 wurde das erste Badehaus erbaut.
Um 1690 wurde über der Quelle eine Kapelle erbaut. Die barocken Formen entstanden im zweiten Viertel des 18. Jahrhunderts. 1998 wurde die Kapelle restauriert.

## Architektur
Der kleine barocke Kuppelbau über einem quadratische Grundriss trägt ein abgetrepptes Zeltdach und auf der übergiebelten Hauptfront einen Dachreiter aus 1910. Die Fassade zeigt eine schlichte Putzfaschengliederung, die segmentbogigen Fenster haben schmiedeeiserne Gitter. Das Kapelleninnere zeigt eine Kuppel auf schrägen Wandvorlagen in den Raumecken. Das Zentrum der Kuppel hat einen geschwungenen Deckenspiegel.
Rechts hinter dem Altar befindet sich ein Quellschacht mit dem ehemaligen Speisgitter um 1910 aus der Pfarrkirche St. Oswald bei Freistadt.
Südöstlich des Marktes beginnt ein Kreuzweg mit Kreuzwegstationen und endet in Maria Bründl bei der Kapelle. Die Breitpfeiler zeigen Bilder vom Maler Stefan Eder aus 1970.

## Ausstattung
Den Altar schuf Josef Kepplinger 1889 als klassizistische Pilasterädikula mit üppigen seitlichen Rocailleornamenten auf dem Sockel des ehemaligen Barockaltars. Der Altar trägt eine Kopie der sogenannten Bründl-Madonna in einer Glasvitrine, das Original aus 1830 befindet sich im Museum St. Oswald bei Freistadt. Das Altarblatt Pietà aus 1755 wurde vom ehemaligen Kreuzweg der Pfarrkirche St. Oswald bei Freistadt hierher übertragen. Der barocke Kruzifix entstand in der Mitte des 18. Jahrhunderts. Das Chorgestühl aus 1911 stammt aus der Pfarrkirche St. Oswald bei Freistadt. Der Opferstock ist aus der zweiten Hälfte des 17. Jahrhunderts.